# 이정애
이정애(1963년 12월 27일 ~ )는 대한민국의 여성 만화가이다. 이화여자대학교를 졸업하였다.

## 작품 활동
1982년에 만화가 황미나와 편지를 주고 받은 인연으로 황미나 문하에 입문하였고, 데뷔 전인 1985년에 발행된 동인지 《아홉 번째 신화》에 단편 〈빌리〉를 게재하였다. 1986년 만화 잡지 《보물섬》에 〈패인팅 버드〉를 발표하면서 정식으로 데뷔하였다. 같은 해에 대본소용 단행본으로 첫 장편인 《헤르티아의 일곱기둥》을 발표하였다.
1990년 순정 만화 잡지 《르네상스》에 잡지에 최초로 연재한 작품인 《루이스씨에게 봄이 왔는가?》를 발표하였다. 1993년부터는 자신의 가장 긴 작품인 《열왕대전기》를 대원씨아이의 순정 만화 잡지 《터치》에 연재하다 동성애 묘사가 문제가 되어 1998년 연재를 중단하였다. 1998년부터는 레이디스 코믹스를 표방한 대원씨아이의 잡지 《화이트》에 《소델리니 교수의 사고수첩》을 연재하였고, 1998년에 《배스 앤 샤워》를, 1999년에 《잡초, 마이 러브》를 서울문화사의 레이디스 코믹스 잡지인 《나인》에 발표하였다.
2001년에 《사일런트 리밋》을 만화 전문 사이트인 코믹스투데이에 연재했으나, 코믹스투데이가 작가들에게 원고료를 지급하지 않은 이른바 코믹스투데이 사태를 계기로 2001년 절필을 선언하였다. 현재는 아마추어 창작에 매진하고 있다.

## 작품 목록
1권 발행년 기준
| 작품명                          | 잡지 연재                          | 단행본                                          | 특징           |
| ------------------------------- | ---------------------------------- | ----------------------------------------------- | -------------- |
| 《헤르티아의 일곱기둥》         | ?                                  | 1986년                                          | 장편 데뷔작    |
| 《루이스 씨에게 봄이 왔는가》   | 《르네상스》 1990년                | 1994년 2006년 길찾기                            |                |
| 《열왕대전기》                  | 《터치》 1993년 《이슈》           | 1994년 대원 1 ~ 14권 2000년 서울문화사 1 ~ 11권 | 종교물, 미완   |
| 《일요일의 손님》               |                                    | 1994년                                          | 첫 단편집      |
| 《신데렐라 이야기》             |                                    | 1996년 대원                                     | 단편집         |
| 《아테르타 연대기》             | 《르네상스》                       | 1996년 대원 2권                                 |                |
| 《별에서 온 이상한 소식》       | 《화이트》                         | 1996년 단권                                     |                |
| 《안녕 유리카》                 | 《르네상스》                       | 1997년 삼성 4권                                 |                |
| 《하늘 아래 천국》              |                                    | 1998년 만화세상                                 | 단편집         |
| 《소델리니 교수의 사고수첩》    | 《화이트》 1998년                  | 1998년 1 ~ 4권                                  | 미완(잡지폐간) |
| 《키 큰 지나의 다리》           |                                    | 1998년 대원                                     | 단편집         |
| 《사랑하기 좋은 날》            |                                    | 1998년 대원                                     | 단편집         |
| 《배스 앤 샤워》(Bath & Shower) | 《나인》 1998년                    | 2000년 서울문화사 단권                          |                |
| 《잡초, 마이 러브》             | 《나인》 1999년                    | 2000년 서울문화사 단권                          |                |
| 《사일런트 리밋》               | 코믹스 투데이 2001년 ~ 2001년 12월 | 2001년 1 ~ 2권                                  | 미완           |
| 《이정애 컬렉션》               |                                    | 2010년 5권                                      | 단편집         |